# Māris Gailis
Māris Gailis (Riga, 9 luglio 1951) è un politico lettone, Primo ministro della Lettonia dal 15 settembre 1994 al 21 dicembre 1995.